# Viaje olvidado
Viaje olvidado es el primer libro de la escritora argentina Silvina Ocampo. Fue publicado en 1937 por  Sur. Está compuesto por veintiocho cuentos de ficción, basados en aspectos autobiográficos.

## La obra
Los veintiocho cuentos de Viaje olvidado están protagonizados por personajes poco convencionales: artistas de circo, institutrices, niños perversos, enfermos, sirvientes leales. En los relatos son temas recurrentes la búsqueda de la propia identidad ( “Las dos casas de Olivos”, “El pasaporte perdido”) y la crueldad (“El vendedor de estatuas”, “El caballo muerto”). Lo inverosímil, raro y anormal forman parte de la cotidianeidad de los personajes. Las tramas son mínimas y el lenguaje narrativo, coloquial, pictórico y evocativo, se sobrepone a ellas.
El cuento "Viaje olvidado", en el que una niña trata de recordar el momento en que nació, da origen al título del libro.

## Cuentos que conformanViaje olvidado
- Cielo de claraboyas
- Esperanza en flores
- El vestido verde aceituna
- El remanso
- El caballo muerto
- La enemistad de las cosas
- Eladio Rada y la casa dormida
- El pasaporte perdido
- Florindo Flodiola
- El retrato mal hecho
- Paisaje de trapecios
- Las dos casas de olivos
- Los funámbulos
- La siesta en el cedro
- La cabeza pegada al vidrio
- El corredor ancho de sol
- Nocturno
- Extraña visita
- La calle Sarandí
- El vendedor de estatuas
- Día de Santo
- Diorama
- El Pabellón de los Lagos
- El mar
- Viaje olvidado
- La familia Linio Milagro
- Los pies desnudos
- La casa de los tranvías